# Albert Olsson
Albert Julius Olsson (Göteborg, 28 novembre 1896 – Göteborg, 20 ottobre 1977) è stato un calciatore svedese, di ruolo attaccante.

## Carriera

### Nazionale
Con la sua Nazionale prese parte ai Giochi olimpici del 1920.

## Palmarès

### Club

#### Competizioni nazionali
- Campionato svedese: 3

GAIS: 1919, 1922, 1931
- Svenska Mästerskapet: 2

GAIS: 1919, 1922
- Svenska Serien: 1

GAIS: 1924